# Lui Seng Chun
Lui Seng Chun (雷生春) est un monument historique de Hong Kong situé au 119 Lai Chi Kok Road (en) dans le quartier de Mong Kok à la jonction de Tong Mi Road. Il s'agit d'un tong lau (terme hongkongais désignant un magasin) de quatre étages construit en 1931 par un certain Lui Leung.
Une réplique du bâtiment est visible dans le film Doctor Strange (2016).

## Histoire

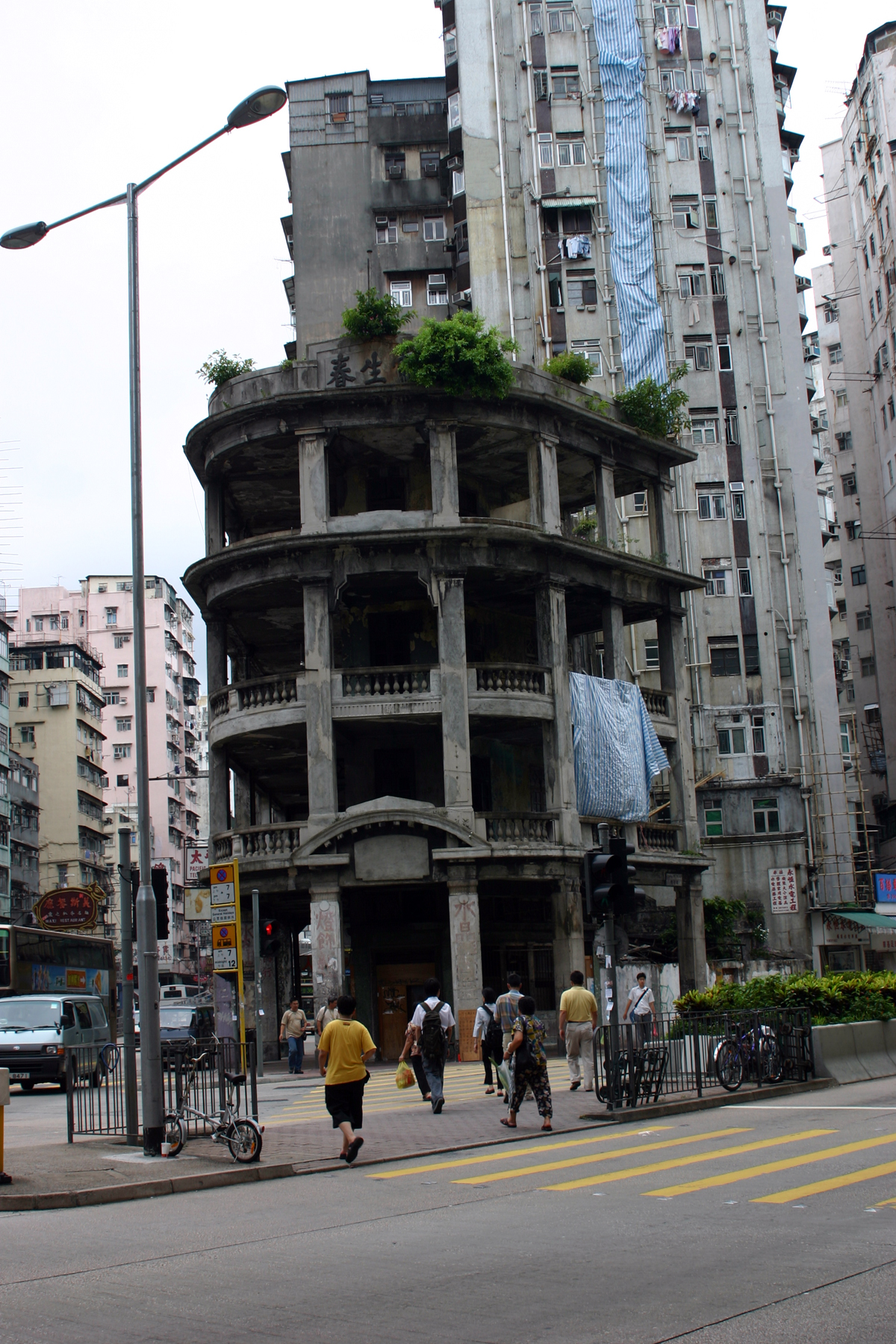
Lui Seng Chun en 2004 avant restauration.

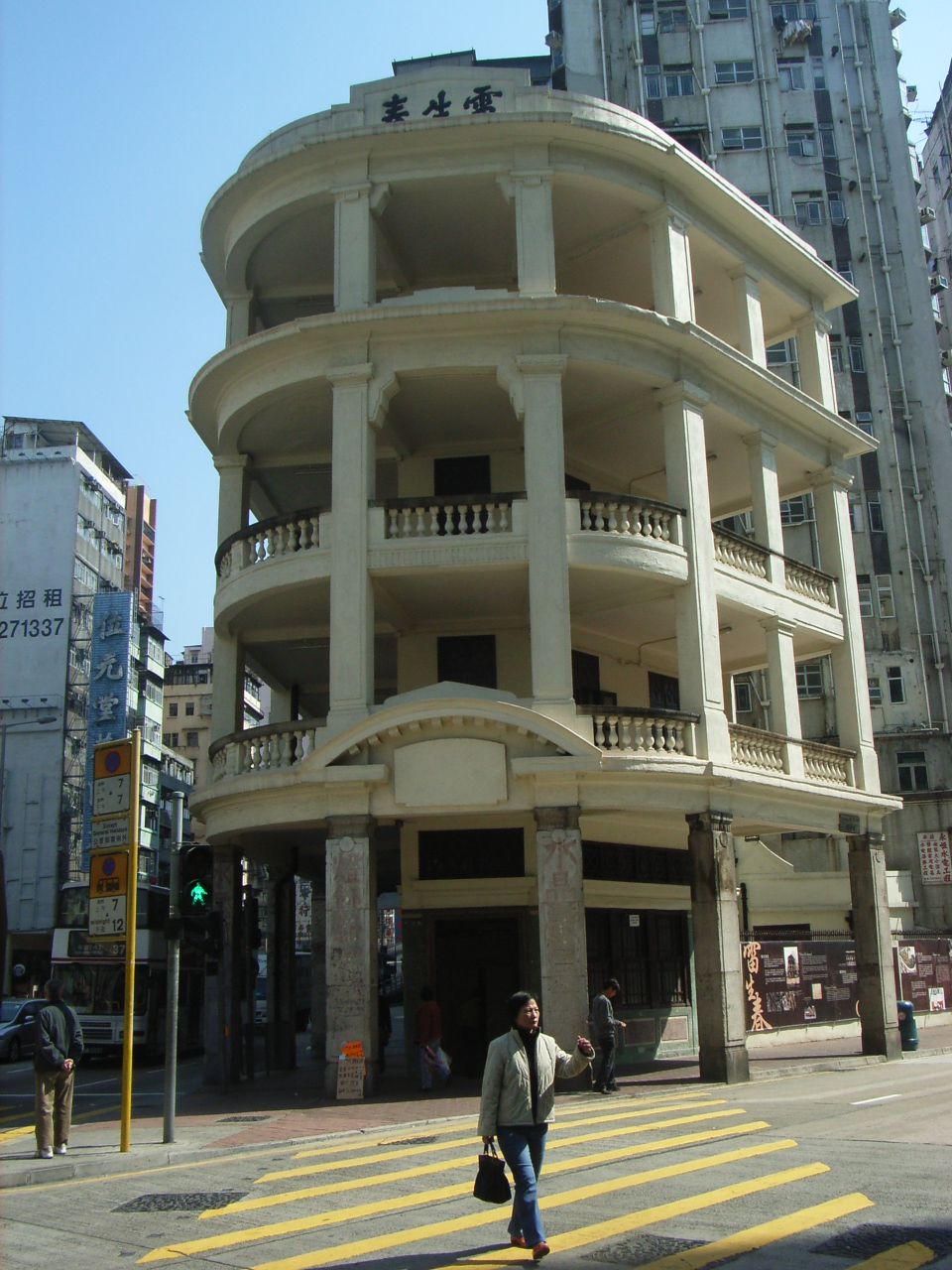
Lui Seng Chun en 2007.

M. Lui Leung (雷亮) (alias Lui Hung-wai (雷鴻維), le propriétaire de Lui Seng Chun, est né à Taishan au Guangdong. À son arrivée à Hong Kong, il s'engage activement dans les entreprises de transport et de commerce et est l'un des fondateurs de la Kowloon Motor Bus (en).
En 1929, M. Lui achète un terrain situé au 119 Lai Chi Kok Road (en) au gouvernement de Hong Kong et charge W. H. Bourne, un architecte local spécialisé dans la conception de magasins de construire Lui Seng Chun. Les travaux de construction sont achevés vers 1931. La superficie totale est d'environ 600 m² pour un total de quatre étages. Chaque étage possède un grand balcon qui peut être utilisé pour bloquer la lumière du soleil et la pluie,.
M. Lui épouse trois femmes et a de nombreux enfants. Afin d'équilibrer entre le logement de sa famille et ses revenus, il décide de transformer Lui Seng Chun. Les étages supérieurs deviennent des logements pour les membres de sa famille, tandis que le rez-de-chaussée est occupé par un magasin de vin de médecine chinoise nommé Lui Seng Chun. Le nom « Lui Seng Chun » est dérivé d'une paire de couplets rimés qui sous-entend que la médecine de Lui pourrait ramener un patient à la vie. La médecine jouit d'une bonne réputation localement et à l'étranger.
M. Lui Leung décède en 1944 et la boutique est fermée quelques années plus tard. Le bâtiment est ensuite utilisé comme logement et loué comme ateliers de couture. Au fur et à mesure que la famille de Lui augmente, ses membres décident de quitter le bâtiment. Depuis les années 1980, plus personne n'habite l'immeuble. Il est désert et non entretenu. En 2000, la famille Lui propose au bureau des antiquités et monuments de faire don du bâtiment au gouvernement de Hong Kong. La raison qui les pousse à cela est qu'ils ont de nombreux souvenirs du bâtiment et ne veulent pas qu'il soit vendu ou détruit. En conséquence, ils espèrent que le gouvernement pourrait le transformer en une attraction et faire connaître le nom de « Lui Seng Chun » dans la société. L'immeuble est classé bâtiment historique de rang I en 2000.
Le bâtiment avait été construit juste avant la promulgation de l'ordonnance sur la santé publique et la construction de 1935, qui stipulait un ensemble d'exigences de construction plus strictes. Ainsi, Lui Seng Chun n'a eu qu'à respecter les conditions moins restrictives de l'Ordonnance sur la santé publique et la construction de 1903, qui exigeait que chaque bâtiment ait un petit espace ouvert à l'arrière pour la ventilation naturelle, une hauteur ne dépassant pas la largeur de la rue à laquelle il fait face ou 23 mètres (selon la valeur la moins élevée), et une profondeur ne dépassant pas 12 mètres.

## Éléments architecturaux

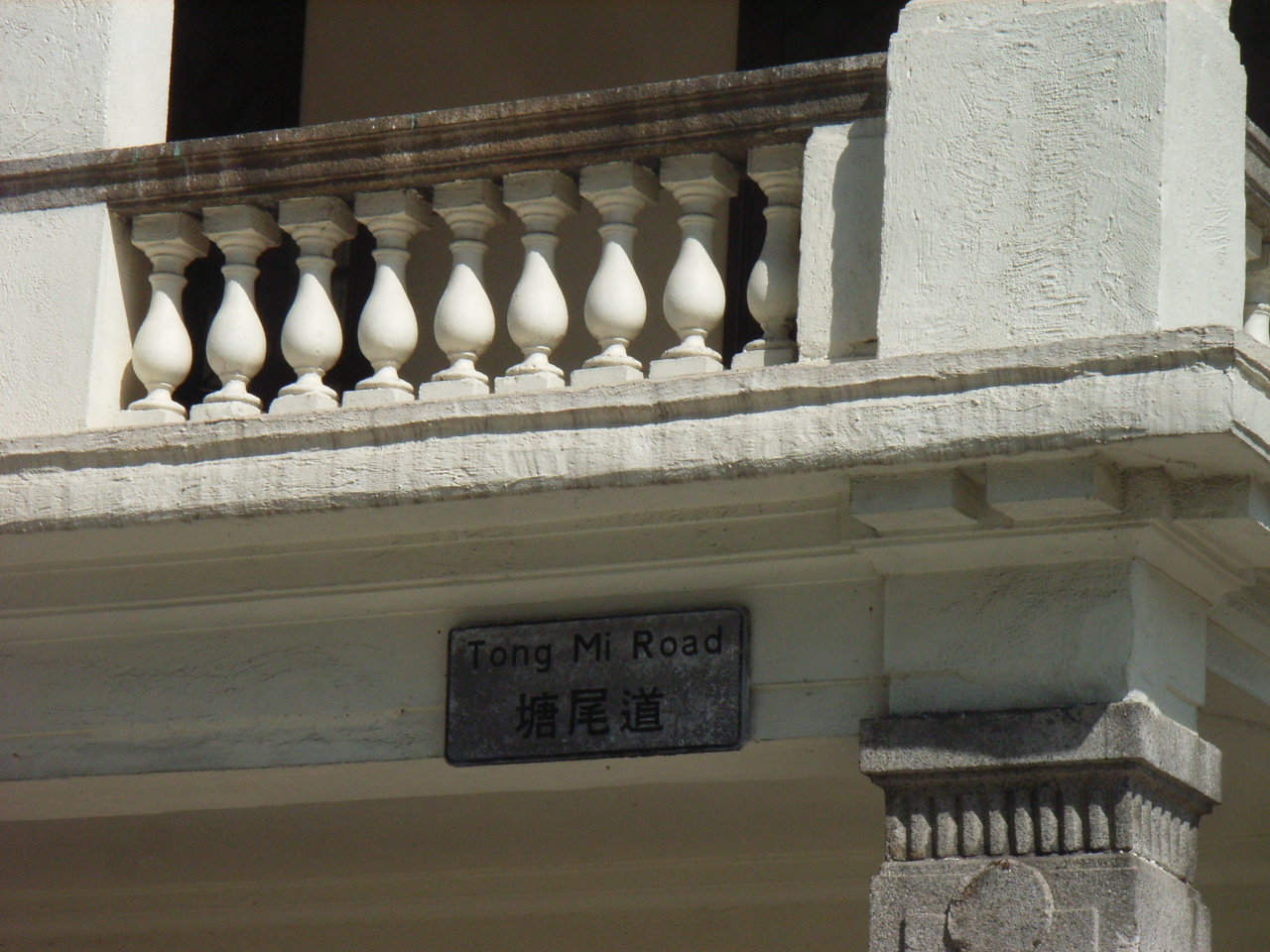
Détail d'une balustrade en forme d'urne.

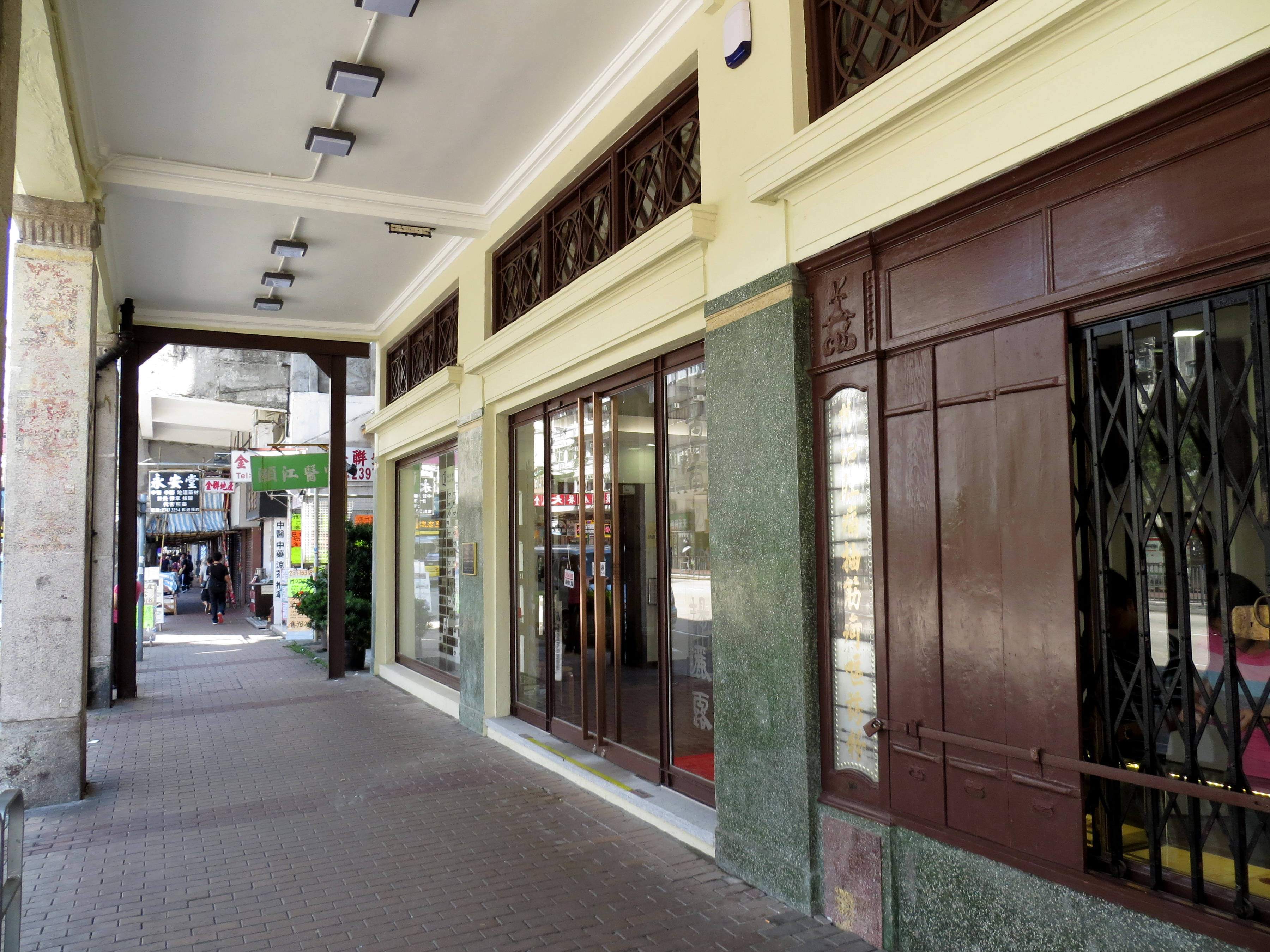
Entrée du Lui Seng Chun

Étant un bâtiment de quatre étages, Lui Seng Chun est un kee-lau ou tong lau (immeuble chinois) typique. Ce type de résidence de deux à quatre étages intégrant les styles architecturaux chinois et occidental était très populaire au début du XXe siècle.
Le système structurel de Lui Seng Chun se compose de fondations peu profondes en béton armé supportant des colonnes en granit avec des poutres, des sols et des murs en béton armé. Son architecture reflète le style néo-classique qui se caractérise par un cadre de forme carrée et une rangée de balustrades décoratives à l'avant. Les larges vérandas empêchent la pluie d'inonder la maison, bloquent la lumière du soleil et gardent l'espace intérieur frais. Ceci, ainsi que la plaque de pierre portant le nom de la pharmacie installée au sommet du bâtiment, sont tous des éléments architecturaux typiques des immeubles chinois d'avant-guerre. La façade principale du bâtiment est richement décorée de motifs italiens classiques, dont l'un est le « fronton brisé » de la boutique. La façade avant incurvée avait été conçue pour mieux utiliser l'étroite bande de terrain restreinte par le carrefour. Sur le plan de la structure, les murs extérieurs du bâtiment sont en briques rouges crépies avec des colonnes et des poutres en béton armé. Lui Seng Chun est considéré comme le représentant des kee-lau de la période d'avant-guerre à Hong Kong.

## Conservation
Lui Seng Chun est un bâtiment historique de rang I.

### Réutilisation adaptative

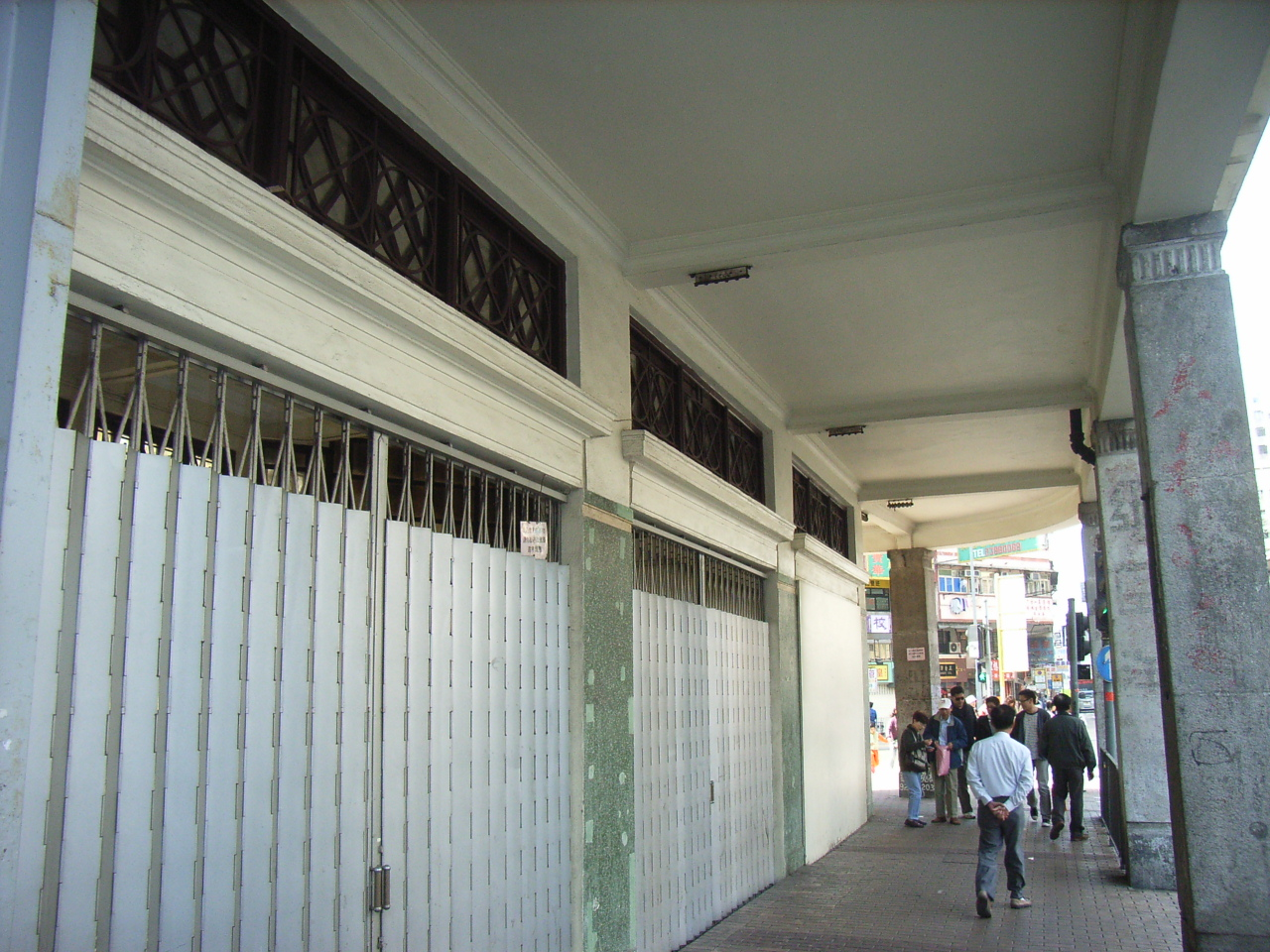
Au niveau de la rue.

Le gouvernement de Hong Kong effectue une étude structurelle et des réparations de base pour ce bâtiment longtemps vacant. Pour revitaliser l'actif patrimonial, il est prévu de restaurer et de reconvertir le bâtiment en un pôle local de culture et de patrimoine.
Le gouvernement mène une étude sur la réutilisation adaptative de Lui Seng Chun, avec une étude de faisabilité sur différentes propositions de réutilisation possibles à réaliser. Les particuliers et les organisations intéressés par la réutilisation future du bâtiment sont invités à soumettre des propositions, dans le but d'élaborer un plan de réutilisation adaptative appropriée et durable du bâtiment afin que son importance culturelle puisse être affichée.
L'usage futur du bâtiment pourrait être culturel, éducatif, communautaire, commercial ou une combinaison de tous ces éléments à condition qu'ils soient compatibles avec le caractère historique et culturel du bâtiment. Les utilisations possibles incluent un centre d'exposition, une salle de spectacle à petite échelle, une salle de conférence, une salle de lecture, un herboriste ou un magasin de médicaments, une maison de thé chinoise, une boutique de souvenirs, etc. Pour conserver le caractère d'origine et permettre l'interprétation du bâtiment historique, un espace suffisant serait réservé à la fourniture des zones d'affichage sur l'histoire de Lui Seng Chun et de la famille de Lui.
En 2008, il fait partie des sept bâtiments historiques de rang I du programme de revitalisation du gouvernement visant à la réutilisation adaptative des bâtiments historiques appartenant au gouvernement. Le 17 février 2009, le gouvernement déclare que le bâtiment serait utilisé par l'université baptiste de Hong Kong comme centre de médecine chinoise et de soins de santé. Le budget du projet est estimé à 24,8 millions HK$. Les travaux de revitalisation sont achevés début 2012 et le bâtiment est maintenant connu sous le nom d'« École de médecine chinoise de l'université baptiste de Hong Kong - Lui Seng Chun ».